# Megascolia maculata
Espèce
La scolie à front jaune (Megascolia maculata) est l'une des plus grandes espèces d'hyménoptères d'Europe. Elle peut atteindre une longueur de 6 centimètres.

## Dénomination
- Synonymes : Scolia maculata
- Sous-espèces : S maculata bischoffi, S maculata flavifrons, S maculata maculata

## Description
La Megascolia dépasse quatre centimètres de longueur et dix centimètres d’un bout à l’autre des ailes étendues.
Son corps allongé est noir avec de larges plaques jaunes à l'arrière.

## Comportement
Cette espèce n'attaque pas l'homme mais recherche les larves du scarabée rhinocéros (Oryctes nasicornis) qu'elle paralyse. Puis elle pond un œuf unique sur ces dernières. La larve de Scolia dévore celle de l'Oryctes.
La raréfaction des Oryctes entraîne inévitablement celle des Scolia.

## Appareil venimeux
Comme chez les autres Hyménoptères porte-aiguillons, les femelles des Scolies, dont Megascolia maculata, sont pourvues d'un appareil venimeux formé par le système sécréteur et son dispositif d'inoculation. Ce dernier comporte des plaques chitineuses motrices, des muscles et un stylet ou gorgeret dans lequel coulissent deux lancettes. Le système sécréteur est constitué par une glande acide et une glande alcaline. Il s'y rattache, comme chez toutes les autres espèces de Scoliides étudiées par dissections et coupes histologiques,, une glande accessoire ou annexe très volumineuse et hautement caractéristique qui pourrait expliquer certains traits du comportement paralyseur.

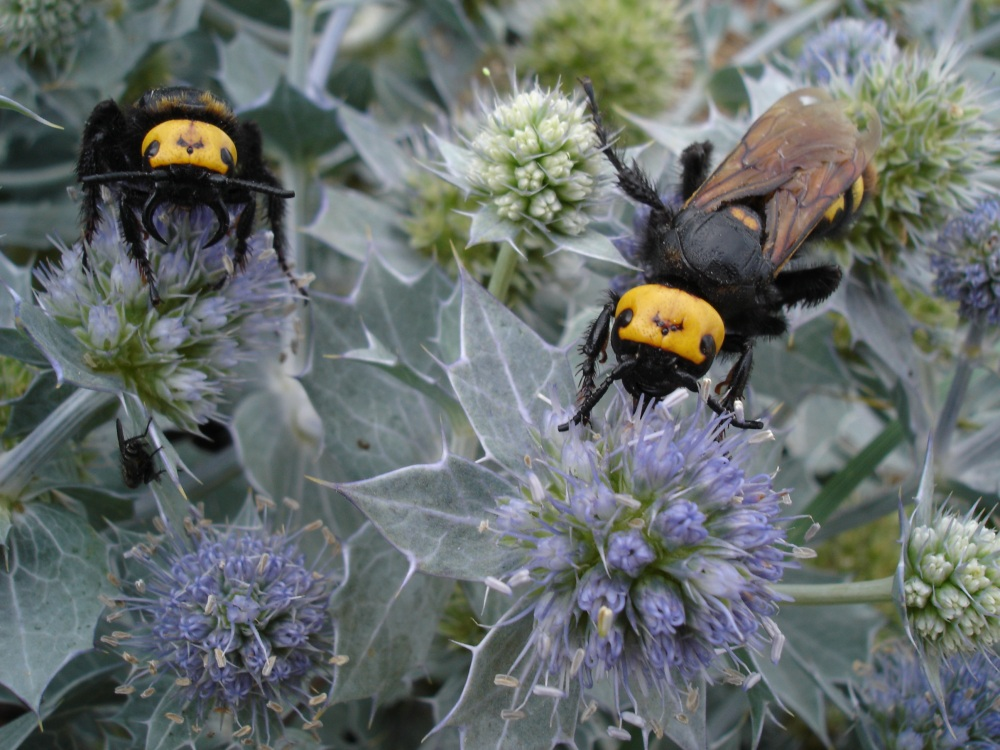
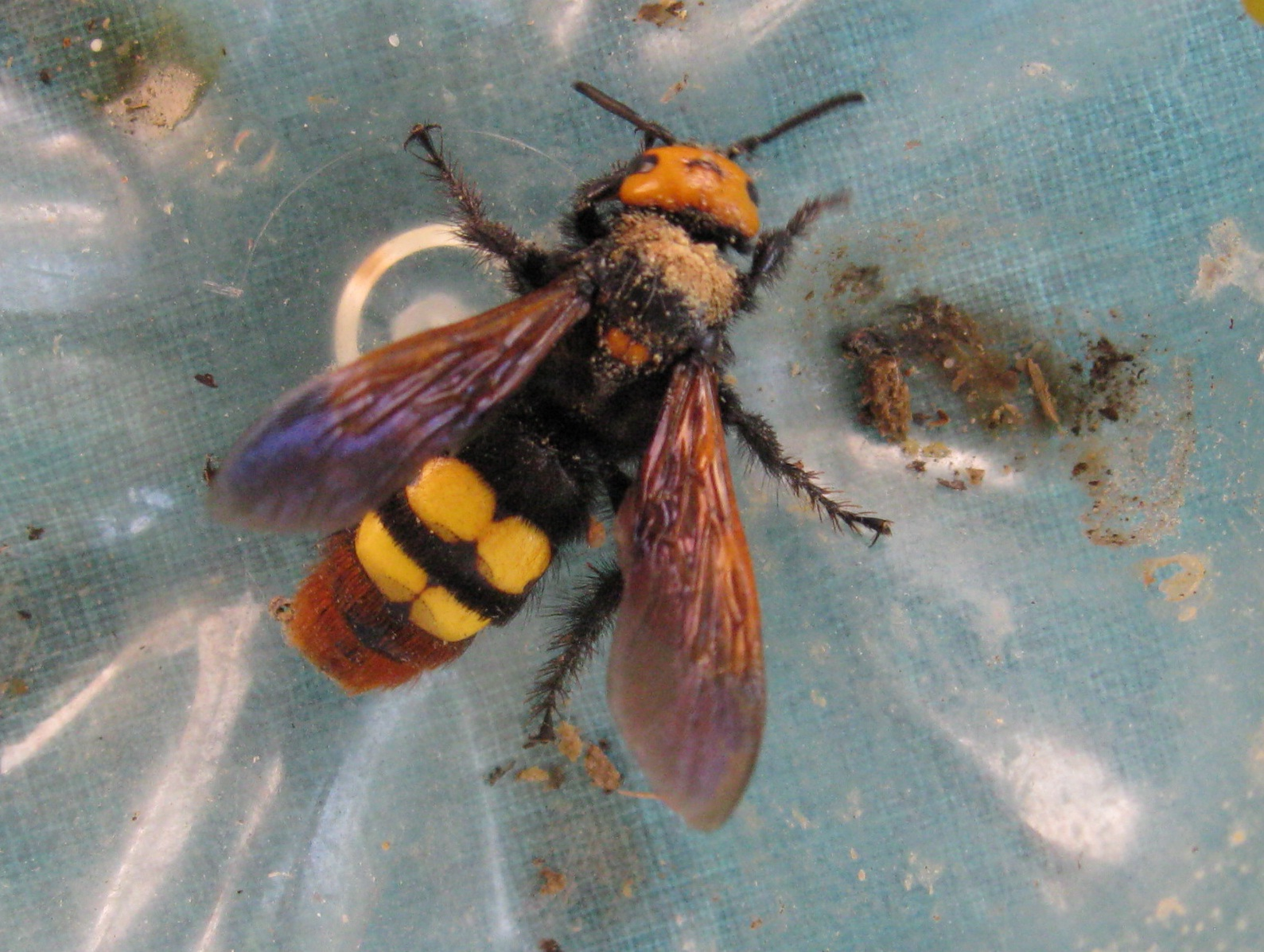
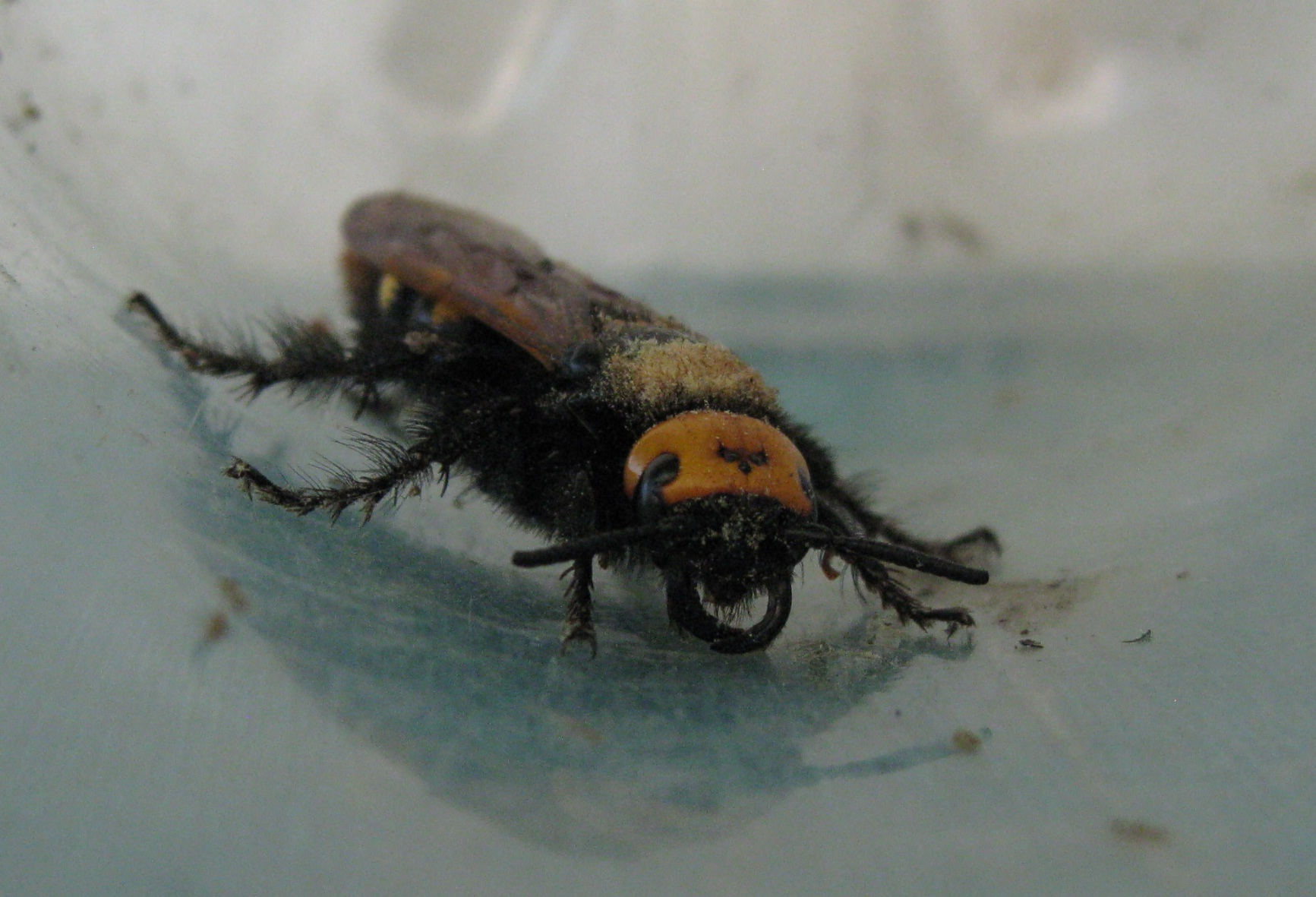